# Acanthogyrus anguillae
Acanthogyrus anguillae är en hakmaskart som först beskrevs av Wang 1981.  Acanthogyrus anguillae ingår i släktet Acanthogyrus och familjen Quadrigyridae. Inga underarter finns listade i Catalogue of Life.